# Nikolai Solodukhin
Nikolai Solodukhin   (3 de gener de 1955) és un judoka rus, ja retirat, que va competir sota bandera de la Unió Soviètica durant les dècades de 1970 i 1980.
El 1980 va prendre part en els Jocs Olímpics d'Estiu de Moscou, on guanyà la medalla d'or en la competició del pes semi lleuger del programa de judo.
En el seu palmarès també destaquen dues medalles d'or en el Campionat del Món de judo, el 1979 i 1983, així com tres medalles, una d'or, una de plata i una de bronze, en el Campionat d'Europa de judo, entre 1979 i 1983. També guanyà el campionat soviètic de 1975, 1977, 1979, 1980 i 1982. Una vegada retirat va treballar de policia a Kursk.